# Kyrkomötet 2002–2005
Kyrkomötet 2002–2005 var från 2002 till 2005 kyrkomötet (mandatperiod) i Svenska kyrkan. Det ersatte kyrkomötet 1998–2001. Kyrkomötet bestod av 251 ledamöter i 11 nomineringsgrupper som valdes under kyrkovalet i Svenska kyrkan 2001.

## Presidium
- Robert Schött, ordförande
- Catharina Månsson, första vice ordförande
- Wivi-Anne Radesjö, andra vice ordförande[1]

### Kyrkostyrelsen
- Ärkebiskopen, ordförande
- Levi Bergström, första vice ordförande
- Thomas Söderberg, andra vice ordförande[2]
- Birgith Wiklund Molberg
- Britas Lennart Eriksson
- Irene Pierazzi
- Gunnar Prytz
- Curt Forsbring
- Marianne Kronberg
- Staffan Holmgren
- Gerd Gullberg Johnson
- Anna Lundblad Mårtensson
- Nils Erik Gårder
- Jan-Erik Ågren
- Britt Louise Agrell[3]

## Nämnder

### Nämnden för kyrkolivets utveckling
- Olof Lönneborg, ordförande
- Anna-Lena Forsdahl, första vice ordförande
- Lena Petersson, andra vice ordförande
- Britt Andersson
- Börje Henriksson
- Glen Håkansson
- Kjell Söderberg
- Sten Elmberg
- Bertil Olsson[4]

### Nämnden för internationell mission och diakoni
- Annette Lundquist Larsson, ordförande
- Margareta Carlenius, första vice ordförande
- Anders Åkerlund, andra vice ordförande
- Stefan Edman
- Timmy Leijen
- Svenolof Grenabo
- Jennie Nordin
- Erik Lundqvist
- Anders Wejryd
- Torbjörn Arvidsson
- Kerstin Högelius[5]

### Nämnden förSvenska kyrkan i utlandet
- Jösta Claeson, ordförande
- Erna Arhag, första vice ordförande
- Karin Israelsson, andra vice ordförande
- Kerstin Björk
- Reidar Gustafsson
- Kristina Lundgren
- Lars Ekblad
- Anders Novak[6]

### Kyrkomötets läronämnd
- Edgar Almén
- Astrid Andersson Wretmark
- Curt Forsbring
- Cristina Grenholm
- Bengt Gustafsson
- Ann-Cathrin Jarl
- Fredrik Lindström
- Jesper Svartvik[7]

Dessutom tillhörde samtliga tjänstgörande biskopar i Svenska kyrkan läronämnden.

### Svenska kyrkans ansvarsnämnd för biskopar
- Ulla Wadell, ordförande
- Brita Svan, vice ordförande
- Lars Aldén
- Nils Tomas Anderman
- Kerstin Bergman
- Carl Reinhold Bråkenhielm
- Åke Erik Gustaf Skiöld
- Lisbeth Göranson[8]

### Svenska kyrkans valprövningsnämnd
- Staffan Magnusson, ordförande
- Bengt-Åke Nilsson, vice ordförande
- Birgitta Björner
- Sven Olof Karlsson
- Alf Sigling
- Susann Torgerson
- Barbro von Sicard
- Ingrid Friman
- Göte Karlsson
- Key Lundegård
- Ola Jönsson
- Gunvor Hagelberg
- Britt Beijer
- Kerstin Zetterberg[9]

### Svenska kyrkans överklagandenämnd
- Elisabeth Palm, ordförande
- Ingvar Paulsson, vice ordförande
- Anders Björnberg
- Hans-Olof Hansson
- Sture Johansson
- Margit Odelsparr[10]

## Revisorer
- Gunborg Engman Eriksson, ordförande
- Christina Pregmark Gyberg, vice ordförande
- Ulla Samuelsson
- Krister Mohlin
- Barbro Ingvall
- Ingemar Åhs
- Jan-Olof Lindberg[11]